# André Marquis
André Amédée Abel Marquis (* 24. Oktober 1883 in Toulon, Département Var; † 15. Oktober 1957 in La Roche-sur-Yon, Département Vendée) war ein Vizeadmiral der französischen Marine.

## Leben

### Ausbildung zum Marineoffizier und Erster Weltkrieg
Marquis, Sohn von Konteradmiral René Marquis und dessen Ehefrau Thérèse Françoise, begann nach dem Schulbesuch 1900 eine Ausbildung zum Marineoffizier an der Marineschule (École Navale) und wurde am 5. Oktober 1903 zum Militärhafen Toulon versetzt. Am 5. Oktober 1905 wurde er zum Leutnant zur See (Enseigne de vaisseau de deuxième classe) befördert und zu dem zur Charlemagne-Klasse gehörenden Einheitslinienschiff Saint-Louis ins Mittelmeer versetzt. Am 1. Januar 1906 folgte eine abermalige Verwendung im Militärhafen Toulon sowie ab dem 1. Januar 1908 eine Ausbildung an der Schule für Torpedoboot-Offiziere (École des Officiers torpilleurs). Nach Abschluss dieser Ausbildung wurde er am 14. August 1908 Offizier auf dem neu in Dienst gestellten U-Boot Saphir, das zur 1. U-Boot-Flottille im Mittelmeer gehörte.
Nachdem er zwischen dem 1. Januar 1911 und dem 1. Januar 1912 erneut im Militärhafen Toulon Verwendung fand, wurde er am 1. Januar 1912 auf dem Panzerkreuzer Léon Gambetta Aide-de-camp von Flottillenadmiral Louis Dartige du Fournet, dem Kommandeur der 1. Leichten Abteilung des 1. Geschwaders. Nach seiner dortigen Beförderung zum Kapitänleutnant (Lieutenant de Vaisseau) am 19. März 1912 wurde er am 1. Oktober 1912 Kommandant des U-Bootes Triton, das im U-Boot-Stützpunkt Cherbourg stationiert war. Im Anschluss wurde er am 7. Oktober 1916 Kommandant des zur gleichnamigen Klasse gehörenden U-Bootes Brumaire und erhielt während dieser Zeit das Ritterkreuz der Ehrenlegion.

### Aufstieg zum Konteradmiral und Zweiter Weltkrieg
Am 1. Januar 1918 wurde Marquis wieder zum Militärhafen Toulon versetzt und erhielt dort am 1. August 1920 seine Beförderung zum Korvettenkapitän (Capitaine de Corvette). Nach einem Lehrgang als Offiziershörer an der Marinehochschule (École Supérieure de la Marine) in Paris ab dem 1. Januar 1921 wurde er 1922 Ordonnanzoffizier von Marineminister Flaminius Raiberti und in dieser Verwendung am 25. August 1923 zum Fregattenkapitän (Capitaine de Frégate) befördert. Im Anschluss fungierte er von Oktober 1924 bis 1927 als Kommandant des Aviso Ancre und danach zwischen 1927 und 1928 als Offiziershörer am Zentrum für höhere Marinestudien (Centre des Hautes Études Navales). In der Folgezeit war er von 1928 bis Dezember 1930 Marineattaché an der Botschaft in Italien und erhielt dort am 3. Dezember 1929 seine Beförderung zum Kapitän zur See (Capitaine de Vaisseau). Nach seiner Rückkehr nach Frankreich wurde er im Dezember 1930 Kommandant des nunmehr als Schulschiff genutzten Panzerkreuzers Jeanne d’Arc im Marinestützpunkt Saint-Nazaire. 
Danach bekleidete Marquis vom 1. Januar 1932 bis 1933 in Personalunion als Mitglied des Rates für die Verbesserung der Marineschulen und als Kommandant der Schule für Anwendungen (École d’application), ehe er 1933 Direktor des Zentrums für höhere Marinestudien wurde. In dieser Verwendung folgte im Januar 1936 seine Beförderung zum Konteradmiral (Contre-amiral) und Ernennung zum Chef des Stabes des Marinestützpunktes Cherbourg. Anschließend übernahm er im Juli 1937 eine Professur für Taktik an der Seekriegsschule (École de guerre navale) und im März 1938 den Posten als Kommandeur der 3. Kreuzerabteilung im Mittelmeer mit dem Leichten Kreuzer La Marseillaise als Flaggschiff.
Im Juli 1940 wurde Marquis zum Vizeadmiral (Vice-amiral) befördert und übernahm den Posten als Präfekt des 5. Marinebezirks in Toulon. Am 27. November 1942, dem Tag der Selbstversenkung der Vichy-Flotte, wurde er von deutschen Wehrmachtsverbänden gefangen genommen. Nach der Befreiung Frankreichs wurde er 1944 abermals festgenommen und 1946 zu einer fünfjährigen Freiheitsstrafe wegen Kollaboration verurteilt, ehe im September 1950 seine Begnadigung erfolgte.
Marquis war zwei Mal verheiratet, und zwar vom 8. September 1913 bis zu deren Tode am 30. April 1938 in erster Ehe mit Marie Suzanne Pivet, Tochter von Konteradmiral Louis-Joseph Pivet. In zweiter Ehe heiratete er am 12. November 1941 Louise Burdin.